# Paul Metternich (Diplomat)
Paul Anton Marie Hubert Graf Wolff Metternich zur Gracht (* 5. Dezember 1853 in Bonn; † 29. November 1934 in Heppingen, Rheinprovinz) war ein deutscher Diplomat. Er wurde bekannt durch seine Tätigkeit als deutscher Botschafter in London (1901–1912) und im Osmanischen Reich (1915–16), hier besonders im Zusammenhang mit seiner Rolle als Zeuge des Völkermords an den Armeniern.

Paul Graf Wolff Metternich zur Gracht

## Familie
Paul Anton Marie Hubert Wolff Metternich zur Gracht stammte aus dem uralten rheinischen Adelsgeschlecht der Wolff-Metternich. Er war das jüngste von sechs Kindern aus der zweiten Ehe von Levin Wilhelm Anton Walburg Marie Hubert Graf Wolff Metternich zur Gracht (1811–1869) und Josephine Maximiliane Gräfin Hompesch-Bollheim (1823–1858). Stammsitz der Wolff Metternich zur Gracht war Schloss Gracht.

## Leben und Tätigkeit
Metternich wurde 1882 in den deutschen Auswärtigen Dienst aufgenommen. Nach Stationen in Wien, Paris, Brüssel, London und Kairo wurde er 1901 zum deutschen Botschafter in Großbritannien ernannt. Während dieser Tätigkeit in den Jahren bis 1912, die den Höhepunkt seiner fast vierzigjährigen diplomatischen Karriere bildete, bemühte er sich vergeblich um den Abbau politischer Reibungspunkte und eine Entspannung der vor allem durch das Flottenwettrüsten, in erster Linie von der deutschen Seite her verursachten, angespannten deutsch-britischen Beziehungen.
In seinen Berichten an Kaiser Wilhelm persönlich sowie an dessen Reichskanzler Bernhard von Bülow und Theobald von Bethmann Hollweg und ihre Staatssekretäre für Auswärtige Angelegenheiten wies Metternich unablässig auf die mangelnde Akzeptanz des deutschen außenpolitischen Kurses in Großbritannien hin. So warnte er etwa am 5. Juni 1908 (Große Politik 8209) Kanzler Bülow, dass Deutschland aufgrund seines derzeitigen außenpolitischen Kurses im Kriegsfall mit „übelwollender Neutralität, höchst wahrscheinlich und ziemlich sicher sogar mit der offenen Feindschaft Englands rechnen“ müsse.
Metternichs Warnungen wurden dabei ab 1907 systematisch von Wilhelm Widenmann, dem Marineattaché an seiner Botschaft, unterlaufen und konterkariert. Dessen Ziel war es, die hochfliegenden Flottenrüstungspläne des Staatssekretärs im Reichsmarineamt Alfred von Tirpitz nicht durch das Agieren eines Diplomaten gefährden zu lassen. Ohne dazu von Amts wegen befugt zu sein hintertrieb Widenmann die auf Verständigung und Ausgleich orientierten außenpolitischen Kurs Metternichs. Dieser setzte mit seinem Vorgehen auf eine Beseitigung der deutsch-britischen Spannungen durch ein Eingehen auf die britischen Wünsche (Begrenzung der Flottenstärke der Kontinentalmacht Deutschland auf ein deutlich geringeres Niveau an Qualität und Quantität gegenüber der Flotte der britischen Seemacht im Rahmen eines Flottenabkommens) zu erreichen. So wollte er den Briten Sicherheit vermitteln und ihr Wohlwollen zurückerlangen. Dagegen forderte Widenmann einen harten Kurs, der Großbritannien vor vollendete Tatsachen stellen und durch den Aufbau einer gleichwertigen Flotte Freundschaft „auf Augenhöhe“ erzwingen sollte.
Kaiser Wilhelm II. entschied sich nach deutsch-britischen Verhandlungen über den Flottenkonflikt bei der sogenannten Haldane-Mission im Frühjahr 1912 endgültig für die Position Widenmanns und gegen Metternichs Rat. Daraufhin trat dieser im Mai 1912 von seinem Posten als Botschafter zurück. An Wolff-Metternichs Stelle rückte zunächst für einige Monate Adolf Marschall von Bieberstein und im September 1912 trat Karl Max Fürst Lichnowsky seine Nachfolge an. In Großbritannien erfreute sich Metternich ungeachtet des deutsch-kritischen Klimas großen Ansehens. So wurde er etwa am 7. März 1912 von dem Magazin Vanity Fair zum „Mann des Tages“ (The Man of the Day) erklärt. Sein Abgang wurde daher in politischen Kreisen des Vereinigten Königreiches mit Bedrückung aufgenommen und vielfach – wie etwa in den Memoirenbüchern der Premierministergattin Margot Asquith oder des Tory-Politikers Sir Austen Chamberlain zeigen – als ein Sieg der Berliner „Kriegspartei“ gewertet, als deren Gegner man Metternich betrachtete. Chamberlain sah in Metternichs Abberufung einen Beweis für die Realitätsverweigerung der Berliner Führung. Nach seiner Einschätzung wurde Metternich abberufen, „gerade weil er seiner Regierung unangenehme Wahrheiten berichtete“.
Nach vorübergehender Deaktivierung übernahm Metternich am 19. November 1915 das Amt des deutschen Botschafters im Osmanischen Reich. Dort versuchte er erneut einen mäßigenden Einfluss auszuüben. Seinen Versuchen, die brutale Armenierpolitik der Pforte zu bremsen bzw. die deutsche Regierung durch seine Eingaben dazu zu veranlassen, ihren Einfluss auf die Regierung in Konstantinopel zu nutzen, um diese zu einer Mäßigung zu veranlassen, waren indes kein Erfolg beschieden. Nachdem der Reichskanzler ihm keine Unterstützung zuteilwerden ließ und die türkische Regierung sich zunehmend verstimmt über seine Interventionsversuche zeigte, wurde Metternich schließlich am 3. Oktober 1916 von seinem Posten abberufen.

## Orden und Ehrungen
- Vereinigtes Königreich: Honorary Knight Grand Cross of the Royal Victorian Order, GCVO - 1 February 1901.[2]

## Zitate
- In Großbritannien erfreute sich Metternich als Person großer Beliebtheit, so schrieb etwa Sir Austen Chamberlain, dass er für Metternich die „freundschaftlichsten Gefühle (ge)hegt“ habe (Chamberlain: Englische Politik. Essen 1938, S. 574).
- „Ich werde mit größtem Eifer für die Erhaltung und Entwicklung der deutsch-türkischen Beziehungen wirken. Diese Beziehungen, begründet auf die Interessengemeinschaft und das Gefühl der Zusammengehörigkeit beider Nationen und auf völliges Vertrauen der Regierungen, gewährleisten beiderseitig eine glückliche Zukunft.“ (Ülger, Eris, Atatürk und die Türkei in der deutschen Presse (1910–1944), 2. Auflage, Hückelhoven 1993, S. 25. Zitiert aus Vossische Zeitung vom 13. Dezember 1915 Nr. 635.)
- „Ich habe diesmal absichtlich bei dem Großwesir und nicht bei einem Mitgliede des Triumvirats Vorstellung erhoben, weil mir bekannt ist, daß er die Armenierverfolgungen mißbilligt. Er hat zwar nicht die Macht, sie einzustellen, es wird ihm aber ganz erwünscht sein, meine Vorstellungen bei seinen Kollegen zu verwerten. Ich habe ihm schließlich von dem Mißbrauch gesprochen, den türkische niedere Beamte sich zu Schulden kommen ließen durch die falsche Behauptung, daß die Deutschen die Armenierverfolgungen begünstigten. Diese Verleumdung sei in Anatolien, wie ich von Reisenden und aus anderen Quellen unumstößlich wisse, weit verbreitet. Wir seien durchaus nicht gesonnen, die Verantwortung für die Armenierpolitik mit der türkischen Regierung zu teilen, und ich bäte ihn, diesen Gerüchten mit Nachdruck entgegenzutreten. Dem Großwesir war über derartige Gerüchte nichts bekannt. Er versprach aber ausdrücklich, sie dementieren zu lassen.“ - Paul Wolff-Metternich an den Reichskanzler Bethmann-Hollweg am 9. Dezember 1915 (Dokument 210 in Deutschland und Armenien)